# Tasa de Gamboa
Tasa de Gamboa era una tasa de trabajo indígena aplicada en Chile por el gobernador Martín Ruiz de Gamboa, con el que se deseaba la abolición del trabajo personal por un tributo en el sistema de encomienda, tal y como querían los reyes de España.

## Descripción
En ella, se abolía el trabajo personal, en cambio los encomenderos recibirían un tributo de ocho pesos de oro, cinco pagados en oro y el resto en especies. Funcionarios denominados corregidores velaban por la suerte de los indígenas de su respectivo distrito y les tocaba reglamentar el trabajo de ellos. El indígena  que se alquilaba para trabajar recibía un salario, fijado por el justicia mayor.
Lo que los indígenas obtuvieran de su trabajo, deducido el tributo, quedaba guardado en un arca de tres llaves, la caja de la comunidad, a la que tenía acceso el corregidor, el sacerdote y el cacique del pueblo.

## Historia
Nació por instancia del obispo de Santiago fray Diego de Medellín, quien dispuso que ningún encomendero que usufructuara de los indígenas recibiera los sacramentos. Aparte de esta medida espiritual, increpo al gobernador a dictar una nueva ordenanza del trabajo indígena, naciendo el 8 de mayo de 1580 la llamada Tasa de Gamboa.
Así, el gobernador Alonso de Sotomayor la abolió en 1587, y se volvió a un sistema parecido al de la Tasa de Santillán.
- Datos: Q3981247